# Amerikaanse schol
De Amerikaanse schol (Glyptocephalus zachirus) is een  straalvinnige vissensoort uit de familie van schollen (Pleuronectidae). De wetenschappelijke naam van de soort is voor het eerst geldig gepubliceerd in 1879 door Lockington.